# Oglasa tessellata
Oglasa tessellata är en fjärilsart som beskrevs av George Francis Hampson 1926. Oglasa tessellata ingår i släktet Oglasa och familjen nattflyn. Inga underarter finns listade i Catalogue of Life.